# Telemusik
Telemusik — електронна музична композиція Карлгайнца Штокгаузена, створена протягом січня-березня 1966 року, позначена № 20 в каталозі творів композитора. Загальна тривалість становить 17 хв. 30 с.
Композитор написав цей твір, а також інший твір, Solo, на замовлення студії електронної музики при Японській телерадіомовній корпорації (NHK) в Токіо, і в оригінальній версії Telemusik є 5-канальною композицією.

## Естетична концепція
Telemusik, як і наступна композиція Штокгаузена, Hymnen, втілює ідею т.зв. «світової музики»: музики, яка взаємно інтегрує звукові явища, які походять із найрізноманітніших куточків світу та є елементами різних, самобутніх культур. Роль композитора тут полягає в об'єднанні, синтезуванні цих звукових явищ в єдине, підпорядковане сталим законам музичне ціле, яке втілює концепцію єдності усього світу при його найбагатшому різноманітті. Штокгаузен зазначає:
|  | «<...> Я хотів наблизитись до своєї давньої мрії, яка постійно до мене поверталась: піти на крок далі — до створення не „своєї“ музики, а музики всього світу, всіх кра́їв і рас». |

Дослідник творчості Штокгаузена Роберт Маконі так характеризує Telemusik:
|  | «Увесь твір є задуманий в такий спосіб, щоб нагадувати радіосигнали з іншої планети, або ж радіосигнали із Землі, якими їх було б чути на космічному кораблі, що пролітає повз нашу планету». |

В Telemusik віддзеркалено також значний вплив на Штокгаузена японської культури, адже створена ця композиція була саме в Японії. Протягом перших днів по прибутті до Токіо, композитора сповнювали «образи звуків, технічних процесів, формальних зв'язків, образи нотації, стосунків між людьми<…>». Зоркема, в Telemusik композитор послідовно використовує ряд японських ритуальних уданних інструментів (удари яких відкривають кожен наступний розділ твору).
Ще однією особливістю цього твору є багаторівневе застосування ряду Фібоначчі для формування його часової структури; ряд Фібоначчі, як відомо, містить прямий зв'язок із пропорцією «золотого перетину», а числа цього ряду спостерігають в живій природі.

## Звуковий матеріал
Звукові образи, якими Штокгаузен оперує в Telemusik, можна поділити на кілька категорій. Значної ваги надається фрагментам музичних записів, які походять із різних куточків Землі та належать різним культурам; серед них є, зокрема, записи музики ґаґаку Імператорського двору, музики з острова Балі, південної Сахари, Іспанії, Угорщини, В'єтнаму, музики племені Shipibos з регіону Амазонки, церемонії Omituzori з японського міста Nara, буддійської святині Kojasan в Китаї, музики японського театру Nō та ін.
Ці звуки, втім, майже ніде не використовуються в необробленому вигляді. Натомість, композитор активно застосовує в цьому творі кільцеву модуляцію та «інтермодуляцію» між собою різних фрагментів музики: два звукові сигнали пропускаються модулятор, і один з них трансформує інший або шляхом перемножування сигналів (кільцева модуляція), або шляхом накладання амплітуди одного сигналу на інший (амплітудна модуляція).
Окрім записів музики народів світу, важливу роль в Telemusik відіграють 6 японських ритуальних ударних інструментів: вони анонсують початок нового розділу твору, структури.
Третьою категорією є безпосередньо електронні звуки, які теж можуть «інтермодулюватись» з фрагментами записаної музики через різноманітні звукові трансформації.

## Форма
Telemusik має чітку форму, яка регламентується рядом Фібоначчі. Композиція ділиться на 32 структури. Довжина структур (в секундах) регулюється сегментом ряду Фібоначчі, який містить значення:
| 13 21 34 55 89 144 | (ряд довжин) |

Деякі зі значень довжин використовуються кількаразово. Кількість використання кожної з довжин визначається іншим сегментом ряду Фібоначчі:
| 1 2 3 5 8 13 | (ряд повторень довжин) |

Ці значення формують довжини 32-х структур в такий спосіб, що найдовша тривалість структури (144 с.) використовується лише раз, а найкоротша (13 с.) — усі 13 разів. При тому у випадках, коли довжини структур повторюються, композитор уводить різницю варіантів між собою, так що, наприклад, замість трьох структур, які тривають 55 с., є три структури, які тривають 55, 56 та 57 с. відповідно. Кількість повторень кожного з варіантів довжини теж відповідає числам ряду Фібоначчі. Усі довжини подано на таблиці:
| Початкове значення | Варіант | К-ть |
| ------------------ | ------- | ---- |
| 13                 | 13      | 5    |
| 13                 | 14      | 8    |
| 21                 | 21      | 3    |
| 21                 | 22      | 3    |
| 21                 | 23      | 2    |
| 34                 | 34      | 2    |
| 34                 | 35      | 1    |
| 34                 | 36      | 1    |
| 34                 | 37      | 1    |
| 55                 | 55      | 1    |
| 55                 | 56      | 1    |
| 55                 | 57      | 1    |
| 89                 | 89      | 1    |
| 89                 | 91      | 1    |
| 144                | 144     | 1    |
| Разом:             | Разом:  | 32   |

Кожну зі структур відкриває удар одного з 6 японських ритуальних ударних інструментів, довжина затухання яких є пропорційною до довжини відповідної структури. Внутрішній часовий поділ структур теж регулюється числами ряду Фібоначчі. Наприклад, структура № 24 має внутрішній поділ на такі одиниці (порядок не збережено): 34, 21, 13, 8, 5, 3, 2, 1, 1.

## Цікаві факти
Порівняно із попередньою електронною композицією, Kontakte, на реалізацію якої Штокгаузен витратив майже півтора року, Telemusik він написав відносно швидко — з 23 січня по 2 березня 1966 р., при тому встановивши собі графік роботи: один день — один розділ твору; за кількома винятками композитор дотримався цього графіку й реалізував твір в тій послідовності, в якій він звучить.